# 離合器罩

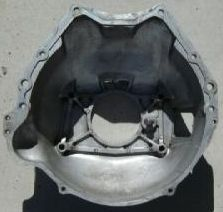

離合器罩（英語：Bell housing，又稱離合器外殼、鐘形殼、變速箱外殼）是一種覆蓋飛輪和汽車上內燃機驅動變速箱中的離合器或扭力轉換器的外殼。其英文名稱來自其鐘形的外觀。離合器罩被固定在汽缸本體上，內燃機的啟動馬達通常安裝在此處，並與飛輪上的環形齒輪嚙合。在變速器上應用不同的離合器罩能在多重應用的引擎上使用相同的變速器。然而，在某些變速器上，離合器罩是不可拆卸的零件，特別是比傳統的後輪驅動變速器短很多的前輪驅動變速器。